# 오구리 유이
오구리 유이(일본어: 小栗 有以, 2001년 12월 26일 ~ )는 일본의 아이돌이며, 여성 아이돌 그룹 AKB48의 멤버이다.
도쿄도 출신. 제스트 소속.

## 내력
2014년 
- 4월 3일, 프로젝트 발표회에서 팀8 멤버로서 첫 피로했다.
- 8월 5일, 팀8 「PARTYが始まるよ」공연으로 극장 공연에 데뷔했다.

 2016년 
- 11월 16일의 발매의 AKB48 46th 싱글 「ハイテンション」에 첫 선발 멤버로 들어가게 된다. 또는 《레낫치 총선거》의 선발 멤버 「レナッチーズ」로서 참가해 Type A에 수록된 「ハッピーエンド」에서 센터를 맡았다.

2017년
- 12월 8일, AKB48 극장에서 열린 「AKB48 12주년 특별 기념 공연」에서 팀A와의 겸임이 발표되었다.

2018년
- 5월 30일에 발매된 AKB48 52번째 싱글 Teacher Teacher에서 센터를 맡았다.

2019년
- AKB48 싱글에서 오카다 나나와 함께 윙 포지션으로 많이 선발되는 멤버이다.

2020년
- 1월 18일, SKE48의 운영 회사인 「제스트」에 소속되는 것이 발표했다.

## AKB48에서의 참가곡

### 싱글 CD 선발곡
- 〈心のプラカード 마음의 플래카드〉에 수록
  - 47の素敵な街へ / 47의 멋진 거리에 - 팀8 명의
- 〈望的リフレイン 희망적 리프레인〉에 수록
  - 制服の羽根 / 제복의 날개 - 팀8 명의
- 〈Green Flash〉에 수록
  - 挨拶から始めよう / 인사부터 시작하자 - 팀8 명의
- 〈唇にBe My Baby 입술에 Be My Baby〉에 수록
  - あまのじゃくバッタ / 심술꾸러기 메뚜기 - Team 8 명의
- 〈翼はいらない 날개는 필요 없어〉에 수록
  - 夢へのルート / 꿈으로의 길 - Team 8 명의
- ハイテンション / 하이텐션
  - ハッピーエンド / 해피 엔드 - 레낫치즈 명의
  - 星空を君に / 밤하늘을 너에게 - Team 8 East 명의
- シュートサイン 슛 싸인
  - アクシデント中 / 사고 중 - AKB48 U-19 선발 명의
  - 誰のことを一番 愛してる？ / 누구를 가장 사랑하니? - 사카미치AKB 명의

### 앨범 CD 수록곡
- 《ここがロドスだ、ここで跳べ! 여기가 로도스다, 여기서 뛰어라!》에 수록
  - Birth
  - へなちょこサポート / 풋내기 서포트 - 팀8 명의
- 《0と1の間 0과 1 사이》에 수록
  - 一生の間に何人と出逢えるのだろう / 평생 몇 명이나 사람을 만나는 걸까 - 팀8 명의
- 《サムネイル 섬네일》에 수록
  - ランナーズハイ / 러너스 하이

## 출연

### TV 프로그램
- AKBINGO! (부정기 출연, 닛폰 TV)
- AKB48의 너, 누구? (부정기 출연, NOTTV)
- AKB48 SHOW! (부정기 출연, BS 프리미엄)